# Táborský rybník (Barchov)
Táborský rybník o výměře vodní plochy 3,0 ha se nalézá asi 1 km severně od centra obce Barchov v okrese Hradec Králové u polní cesty vedoucí od zámku Barchov do obce Barchůvek. V roce 2017 bylo provedeno jeho odbahnění. Rybník je využíván pro chov ryb. 
Táborský rybník je pozůstatkem bývalé rozsáhlé Chlumecké rybniční soustavy, která v době svého největšího rozkvětu čítala na 193 rybníků vybudovaných v průběhu 15. až 16. století v oblasti povodí řek Cidliny a Bystřice.

## Galerie

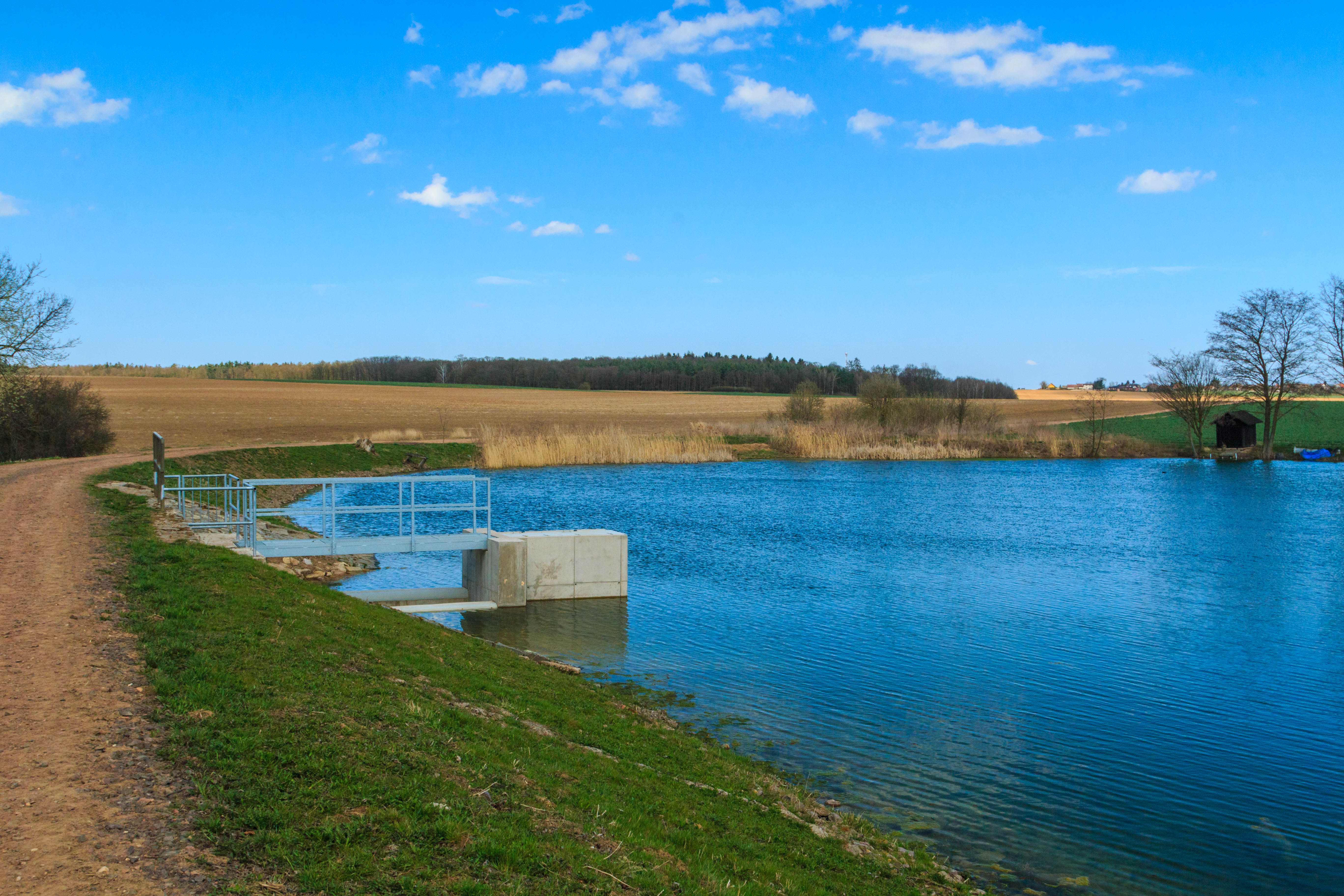
Pohled na Táborský rybník u Barchova
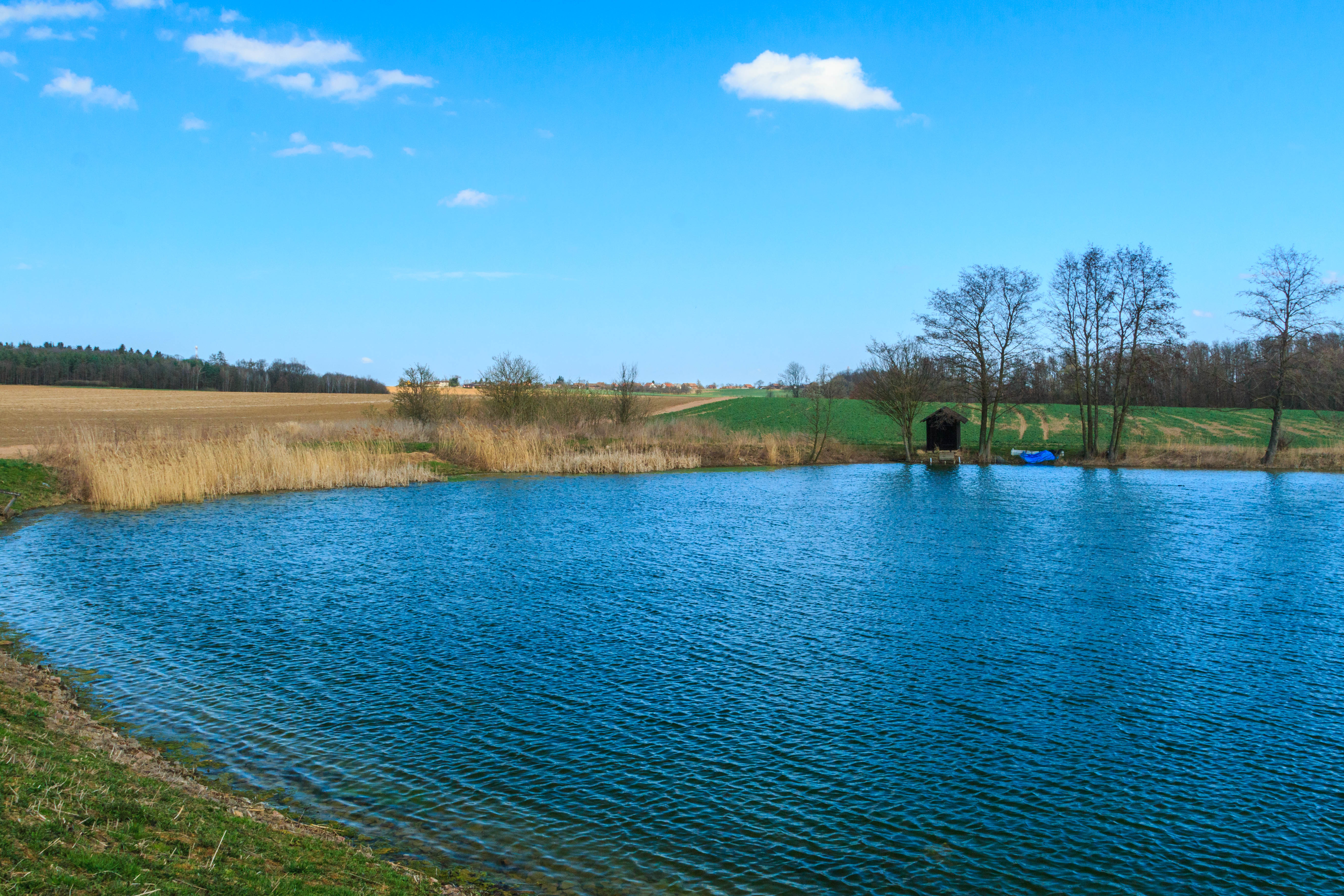
Pohled na Táborský rybník u Barchova
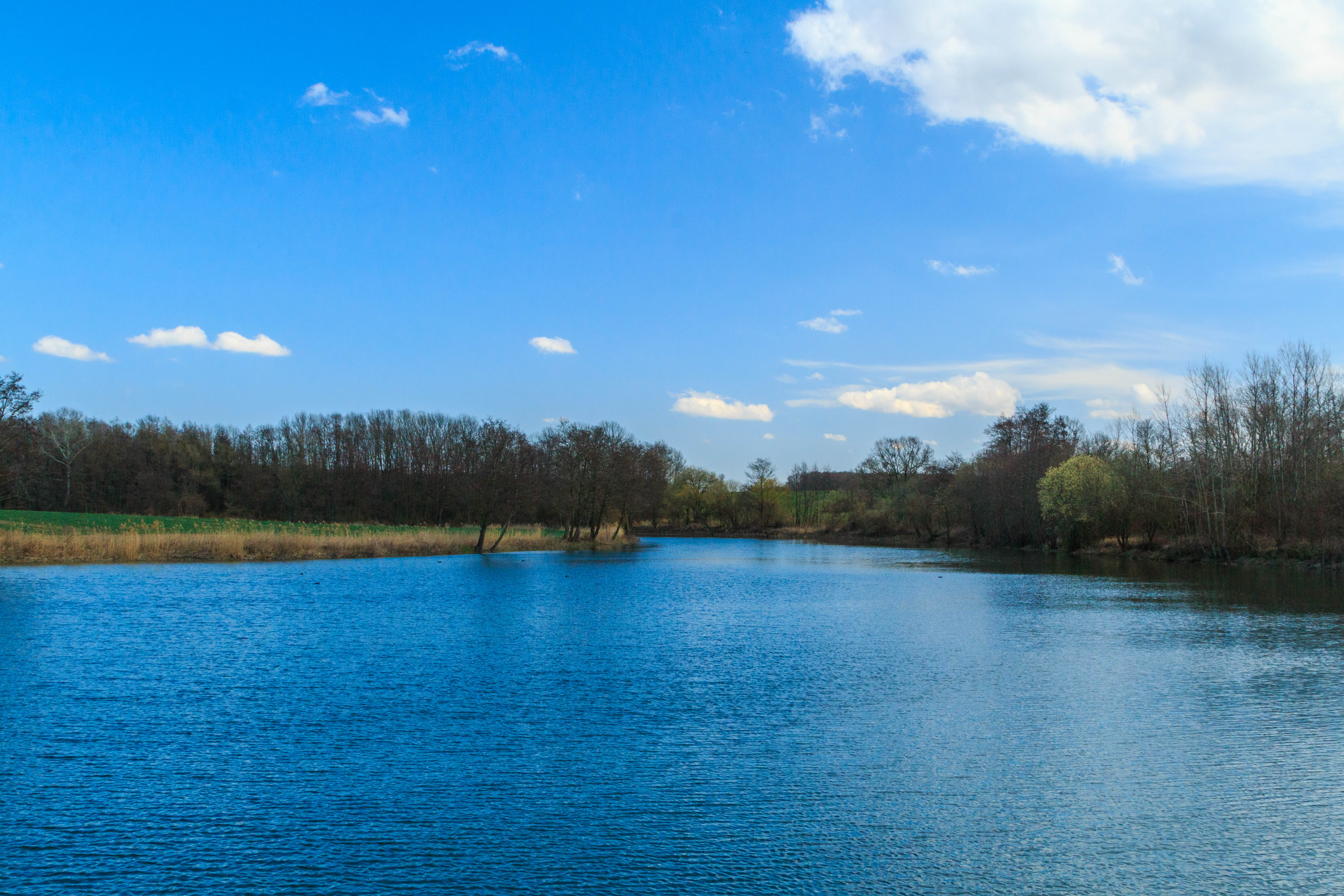
Pohled na Táborský rybník u Barchova